# Annecysjön

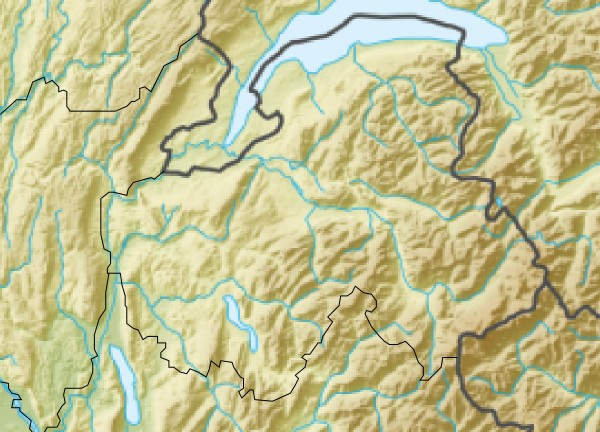
Departementet Haute-Savoie med Genèvesjön i norr och Annecysjön strax nedanför mitten. Nere till vänster syns Bourgetsjön.

Annecysjön, Lac d'Annecy, är en insjö i sydöstra Frankrike, i departementet Haute-Savoie. Den är berömd för sin renhet och beröms ibland för att vara den renaste sjön i Europa. Annecysjön är efter Bourgetsjön Frankrikes näst största sjö, oräknat den fransk-schweiziska Genèvesjön.

## Beskrivning
Annecysjön har en area på 27,56 km² och är 14 kilometer lång. Bredden är på mellan 800 meter och 1 300 meter och den har en omkrets på 38 kilometer. Höjden över havet är 446,80 meter och det största djupet 80,6 meter. Sjöns medeldjup är 41,5 meter och dess totala vattenvolym 1,1245 miljarder m².
Annecysjön blev till för 18 000 år sedan då glaciärerna i Alperna började smälta efter istidsmaximum. Sjön har tillflöden från flera mindre floder – Ire, Eau morte, Laudon, Bornette och Biolon. Dessutom rinner undervattenskällan Boubioz rinner ut i sjön på 82 meters djup.
Annecysjön omges av Bornesmassivet i väster (Tournette 2 351 meter, Dents de Lanfon, Mont Veyrier och Mont Baron), Baugesmassivet i öster (Semnoz och Roc des Bœufs). I norr finns Annecy-le-Vieux samt Annecy och i sjöns södra del Bout-du-Lac, dalen som i sjöns förlängning leder bort mot Faverges.
Annecysjön tömmer sitt överskott i Thiou och i Vassékanalen som förenar sig med floden Fier 1 500 meter nordväst om Annecy. Fier mynnar sedan ut i Rhône.

## Miljö och näringar
Under 1950-talet konstaterades att livet i Annecysjön, på grund av ohämmade och i stort sett orenade avlopp från städer och industrier runt sjön, höll på att dö. Ett antal kommuner runt sjön förenades i ett projekt att installera olika reningsanläggningar, där den första fullständiga anläggningen sattes i stånd 1957. Idag fylls sjön endast på av regnvatten och vatten från vattendragen runt sjön.[källa behövs]
Sjön kallas ibland Lac bleu ("Blå sjön").
Området attraherar årligen stora mängder turister.

## Bildgalleri

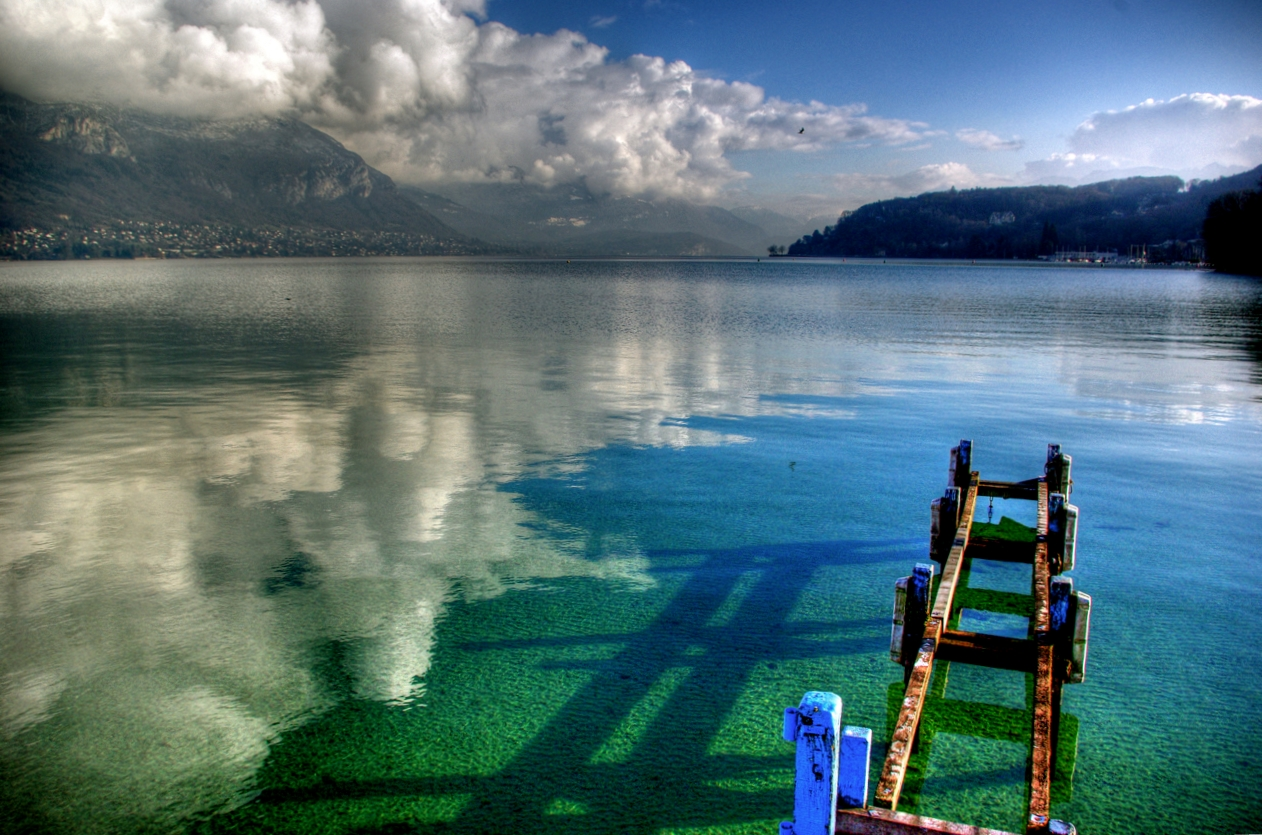
Vy från Annecy-parken Le Pâquier söderut över Annecysjön.
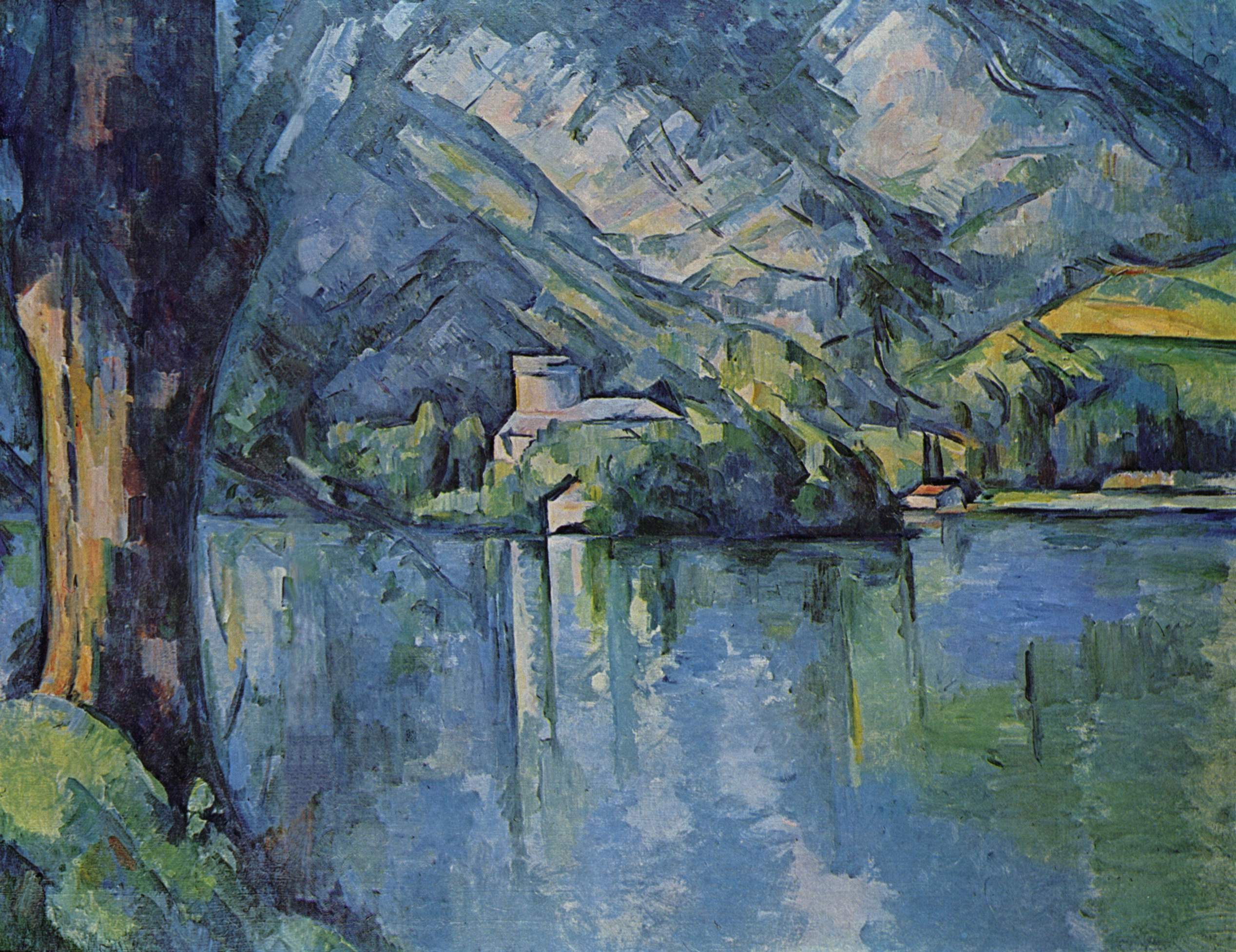
Paul Cézanne: "Le Lac bleu" (1896).
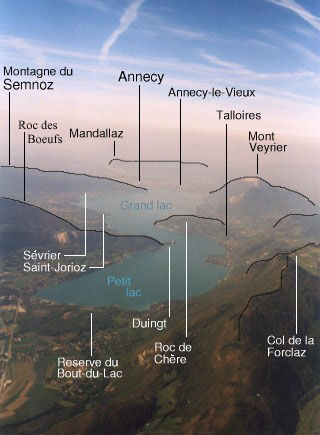
De olika orterna och ett par berg runt sjön.
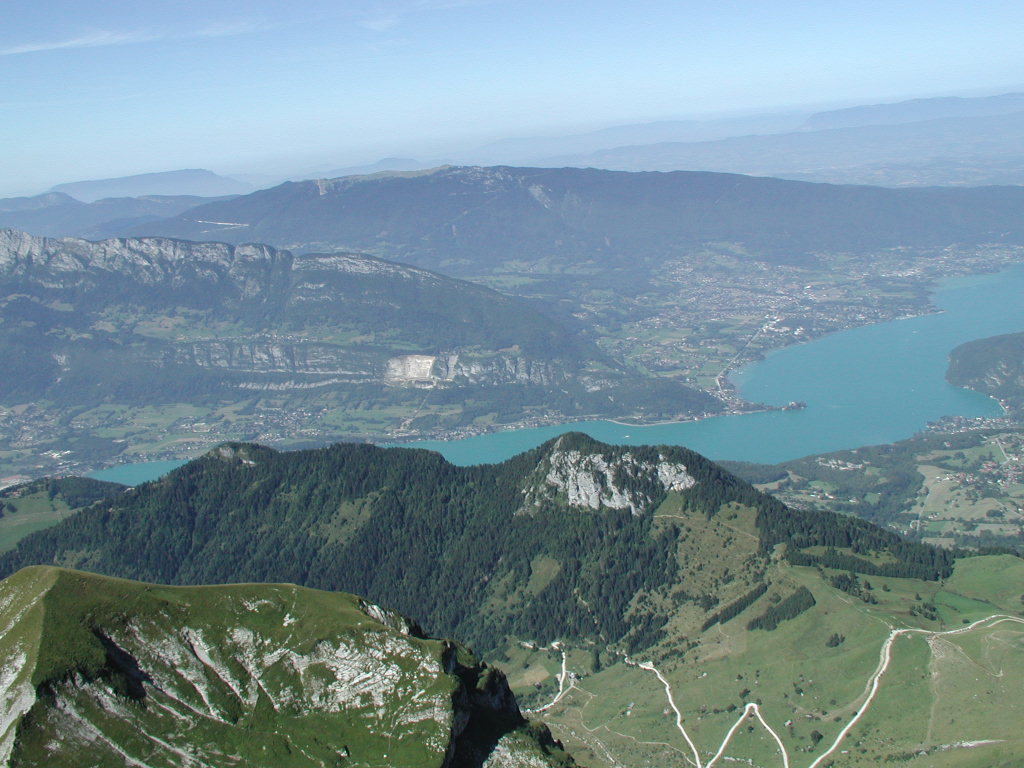
Vy från berget Tournette söder om sjön.